# Murray-Gletscher
Der Murray-Gletscher ist ein 32 km langer Talgletscher im Norden des ostantarktischen Viktorialands. Er fließt in den Admiralitätsbergen seewärts entlang der Ostflanke der Geikie Ridge. Das untere Gletscherende fließt bei der Einmündung in die Robertson Bay westlich der Herzog-von-York-Insel mit dem Dugdale-Gletscher zusammen.
Der Gletscher wurde erstmals von Teilnehmern der Southern-Cross-Expedition (1898–1900) unter der Leitung des norwegischen Polarforschers Carsten Egeberg Borchgrevink kartiert. Borchgrevink benannte ihn nach dem britischen Ozeanographen John Murray (1841–1914), Teilnehmer der Challenger-Expedition (1872–1876).